# 5684 Kogo
5684 Kogo eller 1990 UB2 är en asteroid i huvudbältet som upptäcktes den 21 oktober 1990 av den japanska astronomen Takeshi Urata vid Nihondaira-observatoriet. Den är uppkallad efter Kogō no Tsubone.